# Gaio Sempronio Atratino
Gaio Sempronio Atratino (Roma, ... – ...; fl. V secolo a.C.) è stato un politico e militare romano del V secolo a.C..

## Consolato
Nel 423 a.C. fu eletto al consolato con Quinto Fabio Vibulano Ambusto.
Mentre a Quinto Fabio fu affidata la difesa della città, a Gaio Sempronio fu affidata la campagna contro i Volsci, che si erano riorganizzati per dare battaglia a Roma, che fu male organizzata.
(Tito Livio, Ab Urbe condita, IV, 3, 37.)
Come racconta Tito Livio, Sempronio non rinforzò adeguatamente la cavalleria e non pose la cavalleria in un punto adatto in cui essa potesse unirsi al resto dell'esercito. Si narra che le grida furono già una prova della sconfitta che stava per avvenire, poiché parevano elevate e aggressive presso i Volsci e fiacche tra i Romani. Nonostante l'incapacità organizzativa di Sempronio, però, contrapposta alla cura con cui i Volsci avevano preparato lo scontro, la campagna non si trasformò in un disastro, grazie al valore di un decurione di cavalleria, Sesto Tempanio, che nel momento più critico riuscì a risollevare le sorti della battaglia, e al sopraggiungere della notte, che impedì ai Volsci di valutare le reali forze dei romani, e a ritirarsi, nell'erronea convinzione di aver perso lo scontro.
Tornato a Roma Sempronio riuscì a evitare di essere messo in stato di accusa per la conduzione della battaglia, solo grazie alla testimonianza di Tempanio, che raccontò di averlo visto combattere con valore.
Nel 420 a.C. Gaio Sempronio fu portato in giudizio dai tribuni della plebe per la condotta della guerra contro i Volsci del 423 a.C., al termine del quale fu condannato a pagare una multa di 15.000 assi.